# Prefettura di Ishikawa
Ishikawa (石川県?, Ishikawa-ken) è una prefettura giapponese con circa 1,15 milioni di abitanti. Sita nella regione di Chūbu, sull'isola di Honshū, il suo capoluogo è Kanazawa, e confina con le prefetture di Fukui, Gifu e Toyama.

## Storia
Ishikawa venne costituita nel 1872 dalla fusione della provincia di Kaga con la più piccola provincia di Noto.
Il 1 gennaio del 2024 la prefettura è stata colpita da un terremoto di magnitudo 7.6 che ha provocato ingenti danni e la morte di circa 500 persone.